# 东江华侨回乡服务团第四分会会址
东江华侨回乡服务团第四分会会址，位于中国广东省河源市和平县古竹镇新书房，为河源市和平县的一个县级文物保护单位，类型为近现代重要史迹及代表性建筑，公布时间为1992年1月。
东江华侨回乡服务团第四分会会址的历史年代为1939年。